# Freccia Vallone femminile 2007
La Freccia Vallone femminile 2007, decima edizione della corsa e valida come quinta prova della Coppa del mondo di ciclismo su strada femminile 2007, si svolse il 25 aprile 2007 su un percorso di 104 km, con partenza da Huy e arrivo al Muro di Huy, in Belgio. La vittoria fu appannaggio dell'olandese Marianne Vos, la quale completò il percorso in 2h48'05", alla media di 37,124 km/h, precedendo la britannica Nicole Cooke e la tedesca Judith Arndt.
Sul traguardo del muro di Huy 57 cicliste, su 137 partite da Huy, portarono a termine la competizione.

## Squadre e corridori partecipanti
| N.      | Cod. | Squadra                        |
| ------- | ---- | ------------------------------ |
| 1-6     | RLT  | Raleigh-Lifeforce-Creation-HB  |
| 11-16   | DSB  | Team DSB Bank                  |
| 21-26   | TMO  | T-Mobile Women                 |
| 31-38   | BEL  | Selezione Belgio               |
| 41-46   | MEN  | Menikini-Gysko                 |
| 51-56   | BCT  | Bigla Cycling Team             |
| 61-66   | AUS  | Selezione Australia            |
| 71-76   | NUR  | Equipe Nürnberger Versicherung |
| 81-86   | ---  | non assegnato                  |
| 91-94   | SEM  | Saccarelli EMU Marsciano       |
| 101-106 | FRA  | Selezione Francia              |
| 112-117 | TGH  | Team Getränke-Hoffmann         |

| N.      | Cod. | Squadra                          |
| ------- | ---- | -------------------------------- |
| 121-128 | AAD  | AA-Drink Cycling Team            |
| 131-138 | DEU  | Selezione Germania               |
| 141-147 | FLE  | Team Flexpoint                   |
| 151-155 | VCA  | Vlaanderen-Capri Sonne-T Interim |
| 161-166 | NZL  | Selezione Nuova Zelanda          |
| 171-176 | NLD  | Selezione Paesi Bassi            |
| 181-186 | FEN  | Fenixs-HPB                       |
| 191-196 | CHE  | Selezione Svizzera               |
| 201-209 | LBL  | Lotto-Belisol Ladiesteam         |
| 211-216 | LTU  | Selezione Lituania               |
| 221-226 | VFU  | Vienne Futuroscope               |
| 231-236 | UNI  | Team Uniqa                       |

## Ordine d'arrivo (Top 10)
| Pos. | Corridore         | Squadra                 | Tempo    |
| ---- | ----------------- | ----------------------- | -------- |
| 1    | Marianne Vos      | Team DSB Bank           | 2h48'05" |
| 2    | Nicole Cooke      | Raleigh-Lifeforce       | a 4"     |
| 3    | Judith Arndt      | T-Mobile Women          | a 7"     |
| 4    | Amber Neben       | Flexpoint               | a 15"    |
| 5    | Kristin Armstrong | Selezione USA           | a 19"    |
| 6    | Nicole Brändli    | Bigla Cycling Team      | a 23"    |
| 7    | Andrea Graus      | Nürnberger Versicherung | s.t.     |
| 8    | Regina Bruins     | Sel. Paesi Bassi        | a 27"    |
| 9    | Fabiana Luperini  | Menikini-Gysko          | a 29"    |
| 10   | Eva Lutz          | Nürnberger Versicherung | a 31"    |